# 리더십 유형
리더십 유형(Leadership style)은 지도력의 다양한 형태와 유형을 일컫는 말이다.

## 리피트와 와이트의 유형
헨리 프레더릭 리피트와 레너드 듀피 와이트는 지도력을 3가지 유형으로 나누었다.

### 권위적 리더십
첫 번째 권위적 리더십(Authoritative)이다. 이는 리피트(Ronald Lippitt)와 화이트(Ralph K. White)가 분류한 3가지 유형의 리더십인 권위적, 민주적, 자유방임적 리더십 중 하나로서 가장 고전적인 유형이라고 할 수 있다. 지도자가 조직의 의사나 정책을 스스로 결정하고 구성원들이 일방적으로 따라오게 하는 리더십 유형이다. 권위적 리더는 공식적인 직위의 권력에 의존하고 주어진 과업의 수행에 높은 가치를 두는 반면 구성원의 욕구나 관계는 무시한다. 구성원들은 자발적인 행동을 보이지 않고, 작업의 양에 비해 질이 낮으며 의견교환이 적어 공동체 의식이 약해진다. 권위적 리더십이 필요한 상황은 국가라는 조직이 전쟁이나 경제 공황과 같은 일대 위기에 직면하게 된 상황이나 아직 권위적 생활양식이 지배하고 있는 전통사회에 있어서는 효율적이다. 권위적 리더십의 단점은 리더십을 갖는 지도자는 독단적인 의사결정을 하고 자기의 의견과 다른 것은 전혀 수용하려 하지 않는다. 이러한 리더십 상태에서는 조직 구성원들이 창의성을 발휘하기가 힘들어지고 적극적으로 의사결정에 참여 할 수 없기 때문에 지도자에게 인정받을 기회가 적어 지도자의 신임을 받기 위해 지도자에게 은밀한 접근을 할 수 밖에 없어진다. 그로 인하여 조직 구성원들 간 불신감과 적대감이 조장 될 수 있으며 현대사회와 같이 변화의 속도가 빠른 조직에서는 효과적인 리더십이 될 수 없다.

### 민주적 리더십
두 번째 유형은 민주적 리더십(Democratic)이다. 지도자가 조직 구성원들을 의사결정에 참여시키는 리더십 유형으로 리피트(Ronald Lippitt)와 화이트(Ralph K. White)가 분류한 리더십의 중간 형태이다.

### 자유방임적 리더십
세 번째 자유방임적 리더십(Laissez-faire)이다. 지도자가 조직의 의사결정과정을 이끌지 않고 조직 구성원들에게 의사결정권한을 위임해버리는 리더십 유형이다. 리피트(Ronald Lippitt)와 화이트(Ralph K. White)가 분류한 3가지 리더십 유형 중 하나로 권위적 리더십과 정반대되는 개념이다.자유방임적 리더십은 권위적 리더십의 정 반대 성향을 보이는 리더십으로, 조직의 구성원들에 대한 통제를 최소화하여 구성원들이 자유롭게 의견을 제시할 수 있는 분위기를 형성하고, 대부분의 의사 결정을 조직의 구성원들에게 맡긴다. 이는 구성원들이 자유로운 회의를 통해 다양한 의견을 제시 할 수 있으나, 조직 구성원에 대한 통제가 엄격하게 이루어지지 않아 리더의 지시나 명령이 영향력을 발휘하지 못하고, 조직 구성원의 역량이 낮을 때 올바른 의사결정을 내리기 어렵다는 문제점이 있다.

## 같이 보기
- 지도력